# Список наград и номинаций телесериала «Остаться в живых»

«Остаться в живых» (англ. Lost) — американский телесериал, выходящий на канале ABC с 22 сентября 2004 года. Он был номинирован на множество наград, в том числе на 41 премию «Эмми» (11 побед), 29 Teen Choice Awards, 39 премий «Сатурн» (10 побед), 11 премий «Золотая бобина» (5 побед), 8 премий «Спутник» (одна победа), 7 премий «Золотой глобус» (одна победа), 4 награды Американской гильдии писателей (одна победа). Среди премий сериала: премия «Эмми» за лучший драматический сериал, «Золотой глобус» за лучший драматический сериал и премия гильдии актёров за лучший актёрский ансамбль в драматическом сериале.
Актёрский состав сериала получил множество наград и в актёрских номинациях. Мэттью Фокс был номинирован на 15 индивидуальных наград (выиграв три), больше, чем любой другой актёр сериала; Эванджелин Лилли занимает второе место с тринадцатью номинациями. Среди отдельных серий наибольшее число раз номинировалась пилотная серия «Таинственный остров» — 15, завоевав шесть наград, в том числе четыре премии «Эмми». Второй по количеству номинаций является серия «В Зазеркалье» c девятью номинациями. Сериал выиграл 110 наград и был номинирован на 380 премий.

## Премия «Эмми»
В 2005 году сериал был номинирован на двенадцать премий «Эмми» и выиграл шесть. Среди этих наград были: премия за лучшую режиссуру драматического сериала (Дж. Дж. Абрамс) и четыре премии за пилотную серию. Шоу также получило премию за лучший сериал, что стало сюрпризом, так как в этой номинации «Эмми» редко вручается научно-фантастическим или фэнтезийным фильмам. В следующем году сериал был номинирован на девять премий, но не выиграл ни одной. В 2007 году сериал «Остаться в живых» был номинирован на шесть премий. Терри О’Куинн стал первым актёром сериала, получившим «Эмми», выиграв награду в номинации «Лучший актёр второго плана в драматическом телесериале» за роль Джона Локка в эпизоде «Человек из Таллахасси». В 2008 году шоу получило восемь номинаций, из которых шесть были на премию Creative Arts Emmy. В числе номинаций были «Лучший драматический сериал» и «Лучший актёр второго плана в драматическом телесериале». Единственная награда, полученная шоу в этом году, была за звукомонтаж. В 2009 году сериал получил шесть номинаций. Награды достались Майклу Эмерсону за лучшую мужскую драматическую роль второго плана и телеканалу ABC за создание Интернет-проекта DharmaWantsYou.com.

### Основная премия «Эмми»
| Год  | Номинация                                               | Номинант(ы) | Серия                                 | Результат |
| ---- | ------------------------------------------------------- | --- | ------------------------------------- | --------- |
| 2005 | Лучший режиссёр драматического сериала                  | Дж. Дж. Абрамс | «Таинственный остров»                 | Победа    |
| 2005 | Лучший актёр второго плана в драматическом телесериале  | Терри О’Куинн | «Жизнь на берегу» и «Новые загадки»   | Номинация |
| 2005 | Лучший актёр второго плана в драматическом телесериале  | Нэвин Эндрюс | «Другие» и «Благие намерения»         | Номинация |
| 2005 | Лучший драматический сериал                             | Дж. Дж. Абрамс, Деймон Линделоф, Брайан Бёрк, Карлтон Кьюз, Джек Бендер, Дэвид Фьюри, Джесси Александер, Хавьер Грилло-Мархуач (англ. Javier Grillo-Marxuach), Сара Каплан, Леонард Дик и Джин Хиггинс | «Таинственный остров»                 | Победа    |
| 2005 | Лучший сценарий драматического сериала                  | Дж. Дж. Абрамс, Деймон Линделоф и Джеффри Либер | «Таинственный остров»                 | Номинация |
| 2005 | Лучший сценарий драматического сериала                  | Дэвид Фьюри | «Жизнь на берегу»                     | Номинация |
| 2006 | Лучший режиссёр драматического сериала                  | Джек Бендер | «Живём вместе, умираем в одиночестве» | Номинация |
| 2006 | Лучший приглашённый актёр драматического сериала        | Генри Йен Кьюсик | «Живём вместе, умираем в одиночестве» | Номинация |
| 2006 | Лучший сценарий драматического сериала                  | Деймон Линделоф и Карлтон Кьюз | «23-й псалом»                         | Номинация |
| 2007 | Лучший режиссёр драматического сериала                  | Джек Бендер | «В Зазеркалье»                        | Номинация |
| 2007 | Лучший актёр второго плана в драматическом телесериале  | Терри О’Куинн | «Человек из Таллахасси»               | Победа    |
| 2007 | Лучший актёр второго плана в драматическом телесериале  | Майкл Эмерсон | «Человек за ширмой»                   | Номинация |
| 2007 | Лучший сценарий драматического сериала                  | Деймон Линделоф и Карлтон Кьюз | «В Зазеркалье»                        | Номинация |
| 2008 | Лучший драматический сериал                             | Дж. Дж. Абрамс, Деймон Линделоф, Карлтон Кьюз, Брайан Бёрк, Джек Бендер, Эдвард Китсис, Адам Хоровиц, Дрю Годдард, Стивен Уильямс, Джин Хиггинс, Элизабет Сарнофф, Пат Чурчилл, Рауф Глазго            | «Постоянная величина»                 | Номинация |
| 2008 | Лучший актёр второго плана в драматическом телесериале  | Майкл Эмерсон | «Облик грядущего»                     | Номинация |
| 2009 | Лучший драматический сериал                             | |                                       | Номинация |
| 2009 | Лучший актёр второго плана в драматическом телесериале  | Майкл Эмерсон |                                       | Победа    |
| 2009 | Лучший сценарий драматического сериала                  | Деймон Линделоф и Карлтон Кьюз | «Авария»                              | Номинация |
| 2010 | Лучший драматический сериал                             | |                                       | Номинация |
| 2010 | Лучший актёр драматического телесериала                 | Мэттью Фокс | «The End»                             | Номинация |
| 2010 | Лучший актёр второго плана в драматическом телесериале  | Терри О’Куинн | «The Substitute»                      | Номинация |
| 2010 | Лучший актёр второго плана в драматическом телесериале  | Майкл Эмерсон | «Dr. Linus»                           | Номинация |
| 2010 | Лучшая приглашённая актриса в драматическом телесериале | Элизабет Митчелл | «The End»                             | Номинация |
| 2010 | Лучший режиссёр драматического сериала                  | Джек Бендер | «The End»                             | Номинация |
| 2010 | Лучший сценарий драматического сериала                  | Деймон Линделоф и Карлтон Кьюз | «The End»                             | Номинация |

### Премия Creative Arts Emmy
| Год  | Номинация                                                                | Номинант(ы) | Серия                                  | Результат |
| ---- | ------------------------------------------------------------------------ | --- | -------------------------------------- | --------- |
| 2005 | Лучший кастинг для драматического сериала                                | Эйприл Вебстер, Мэнди Шерман, Алисса Вайсберг и Вероника Коллинс |                                        | Победа    |
| 2005 | Лучший монтаж драматического сериала, снятого одной камерой              | Мари Джо Маркей (англ. Mary Jo Markey) | «Таинственный остров»                  | Победа    |
| 2005 | Лучшая музыка в драматическом сериале                                    | Майкл Джаккино | «Таинственный остров»                  | Победа    |
| 2005 | Лучший монтаж звука в сериале                                            | Томас ДеГортер, Крис Ривз, Габриэль Ривз, Тревор Джолли, Паул Меничини, Роланд Таи, Марк Глассман, Мациек Малиш, Трой Аллен, Стивен М. Дэвис, Патрик Кабрал и Синтия Меррил                         | «Таинственный остров»                  | Номинация |
| 2005 | Лучший звукомонтаж с одной камеры в сериале                              | Майкл Мур, Скот Веббер и Фрэнк Морроне | «Жажда мести»                          | Номинация |
| 2005 | Лучшие визуальные эффекты в сериале                                      | Кэвин Бланк, Митч Сускин, Арчи Ахуна, Спенсер Леви, Бенойт Гирард , Лаурент М. Абекассис, Кевин Кутчавер, Стив Фонг и Боб Ллойд                                                                     | «Пилот»                                | Победа    |
| 2006 | Лучший кастинг для драматического сериала                                | Эйприл Вебстер, Вероника Коллинс и Мэнди Шерман |                                        | Номинация |
| 2006 | Лучшая киносъёмка одной камерой для драматического сериала               | Майкл Бонвиллан | «Человек науки, человек веры»          | Номинация |
| 2006 | Лучший монтаж драматического сериала, снятого одной камерой              | Сара Боу | «Один из них»                          | Номинация |
| 2006 | Лучший монтаж драматического сериала, снятого одной камерой              | Сью Блайней, Стивен Семел (англ. Stephen Semel) и Сара Боу | «Живём вместе, умираем в одиночестве»  | Номинация |
| 2006 | Лучший звукомонтаж с одной камеры в сериале                              | Дэвид Барр Яаффе, Шон Раш, Фрэнк Морроне и Скот Веббер | «Живём вместе, умираем в одиночестве»  | Номинация |
| 2006 | Лучшие визуальные эффекты в сериале                                      | Кэвин Бланк, Митч Сускин, Джей Ворт, Скот Дэвис, Стив Фонг, Спенсер Леви, Эрик Чаувин, Арчи Ахуна и Боб Ллойд                                                                                       | «Живём вместе, умираем в одиночестве»  | Номинация |
| 2007 | Лучший монтаж драматического сериала, снятого одной камерой              | Стивен Семел, Марк Гольдман, Хенк Ван Эйгхен и Крис Нельсон | «В Зазеркалье»                         | Номинация |
| 2007 | Лучший звукомонтаж с одной камеры в сериале                              | Томас ДеГортер, Паула Фэирфилд, Карла Мюррей, Мациек Малиш, Джо Шультц, Георди Синкавадж, Джей Кейсер, Алекс Леви, Доуг Рид и Синтия Меррил                                                         | «Повесть о двух городах»               | Номинация |
| 2008 | Лучшая киносъёмка одночасового сериала                                   | Джон Бартли | «Постоянная величина»                  | Номинация |
| 2008 | Лучшая музыка в драматическом сериале                                    | Майкл Джаккино | «Постоянная величина»                  | Номинация |
| 2008 | Лучший монтаж драматического сериала, снятого одной камерой              | Хенк Ван Эйгхен, Роберто Флорио, Марк Гольдман и Стивен Семел | «Долгожданное возвращение»             | Номинация |
| 2008 | Лучший монтаж звука в сериале                                            | Томас ДеГортер, Паула Фэирфилд, Карла Мюррей, Мациек Малиш, Джей Кейсер, Джо Шультц, Джим Байлей, Синтия Меррил и Алекс Леви                                                                        | «Облик грядущего»                      | Номинация |
| 2008 | Лучший монтаж звука в комедийном или драматическом сериале (одночасовой) | Роберт Андерсон, Фрэнк Морроне и Скот Веббер | «Meet Kevin Johnson»                   | Победа    |
| 2008 | Короткометражная развлекательная программа                               | Деймон Линделоф, Карлтон Кьюз, Барри Джосен | Остаться в живых: Недостающие элементы | Номинация |
| 2009 | Лучший монтаж звука в комедийном или драматическом сериала (одночасовой) | Роберт Андерсон, Кен Кинг, Фрэнк Морроне, Скотт Уэбер | «The Incident»                         | Номинация |
| 2009 | Лучший монтаж драматического сериала, снятого одной камерой              | Марк Гольдман, Стивен Семел, Крис Нельсон | «The Incident»                         | Номинация |
| 2009 | Выдающееся творческое достижение в интерактивной среде                   | «The Dharma Initiative» — ABC.com |                                        | Победа    |
| 2010 | Лучший художник-постановщик драматического телесериала                   | Зак Гроблер, Матью Якобс, Кэрол Бейн Келли | «Ab Aeterno»                           | Номинация |
| 2010 | Лучший монтаж драматического сериала, снятого одной камерой              | Стивен Семел, Марк Гольдман, Хенк Ван Эйгхен и Крис Нельсон | «The End»                              | Победа    |
| 2010 | Лучший монтаж звука в сериале                                            | Томас ДеГортер, Джо Шультц, Паула Фэирфилд, Карла Мюррей, Мациек Малиш, Джей Кейсер, Джордж Сингвадж, Марк Аллен, Роберт Келлоу, Крис Ривс, Габриелль Ривс, Алекс Леви, Адам Де Костёр, Джим Байлей | «The End»                              | Номинация |
| 2010 | Лучший монтаж звука в комедийном или драматическом сериала (одночасовой) | Роберт Андерсон, Кен Кинг, Фрэнк Морроне, Скотт Уэбер | «The End»                              | Номинация |
| 2010 | Лучшая музыка в драматическом сериале                                    | Майкл Джаккино | «The End»                              | Номинация |
| 2010 | Выдающееся творческое достижение в интерактивной среде                   | Грег Натионс | Mysteries of the Universe              | Номинация |

## Золотой глобус

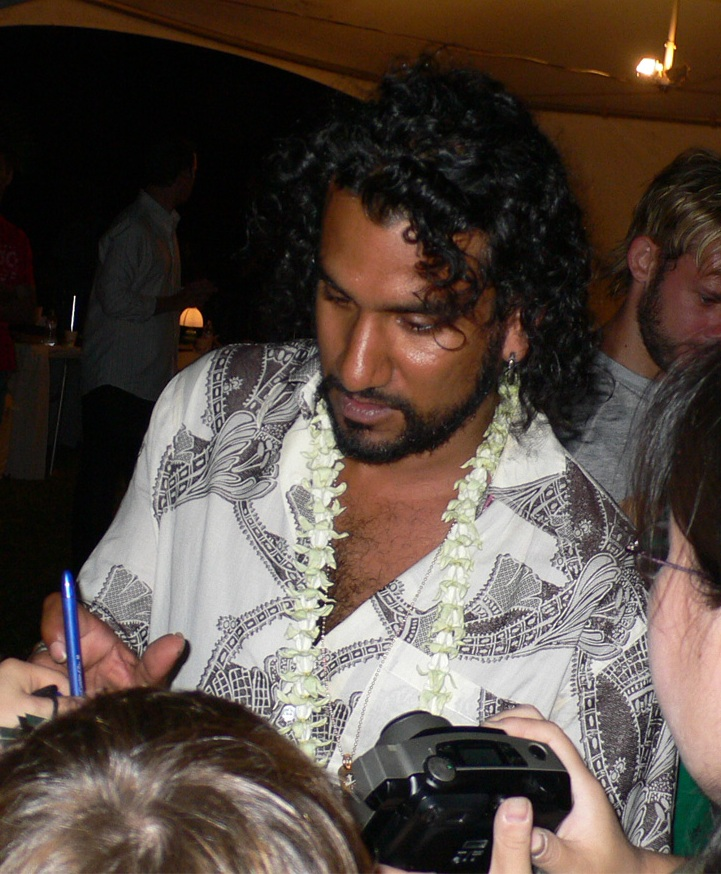
Нэвин Эндрюс был номинирован на Золотой глобус

«Золотой глобус» (англ. Golden Globe) — американская кинопремия, присуждаемая Голливудской ассоциацией иностранной прессы. Сериал «Остаться в живых» номинировался на премию как «Лучший драматический сериал» на протяжении трёх лет, выиграв в 2006. Эванджелин Лилли, Нэвин Эндрюс и Мэттью Фокс получили актёрские номинации. В 2008 и 2009 году сериал не номинировался.
| Год  | Номинация                                                                   | Номинант(ы)      | Результат |
| ---- | --------------------------------------------------------------------------- | ---------------- | --------- |
| 2005 | Лучший сериал (драма)                                                       |                  | Номинация |
| 2006 | Лучший сериал (драма)                                                       |                  | Победа    |
| 2006 | Лучший актёр сериала (драма)                                                | Мэттью Фокс      | Номинация |
| 2006 | Лучший актёр второго плана сериала, мини-сериала или фильма для телевидения | Нэвин Эндрюс     | Номинация |
| 2007 | Лучший сериал (драма)                                                       |                  | Номинация |
| 2007 | Лучшая актриса сериала (драма)                                              | Эванджелин Лилли | Номинация |
| 2010 | Лучший актёр второго плана сериала, мини-сериала или фильма для телевидения | Майкл Эмерсон    | Номинация |

## Золотая бобина
Премия «Золотая бобина» (англ. Golden Reel Award) вручается ежегодно ассоциацией звукорежиссёров. Сериал «Остаться в живых» номинировался в различных категориях одиннадцать раз и выигрывал пять раз.
| Год  | Номинация                                                                    | Номинант(ы)                                                                           | Серия                    | Результат |
| ---- | ---------------------------------------------------------------------------- | ------------------------------------------------------------------------------------- | ------------------------ | --------- |
| 2005 | Лучший звукомонтаж в короткометражном телесериале Диалоги и озвучивание      | Томас ДеГортер, Тревор Джолли, Кристофер Б. Ривз, Габриэль Гильберт Ривз и Трой Аллен | «Таинственный остров»    | Победа    |
| 2005 | Лучший звукомонтаж в короткометражном телесериале Звуковые и шумовые эффекты | Томас ДеГортер, Тревор Джолли, Паул Меничини Роланд Н. Таи и Марк Глассман            | «Таинственный остров»    | Победа    |
| 2006 | Лучший звукомонтаж в короткометражном телесериале Диалоги и озвучивание      | Тревор Джолли, Томас ДеГортер, Мациек Малиш и Ллойд Джей Кейсер                       | «Другие 48 дней»         | Номинация |
| 2007 | Лучший звукомонтаж в короткометражном телесериале Звуковые и шумовые эффекты | Томас ДеГортер, Паула Фэирфилд, Карла Мюррей Синтия Меррил и Доуг Рид                 | «Повесть о двух городах» | Победа    |
| 2007 | Лучший звукомонтаж в короткометражном телесериале Диалоги и озвучивание      | Томас ДеГортер, Ллойд Джей Кейсер и Мациек Малиш                                      | «Дальнейшие указания»    | Номинация |
| 2008 | Лучший звукомонтаж в полнометражном телесериале Диалоги и озвучивание        |                                                                                       | «В Зазеркалье»           | Номинация |
| 2008 | Лучший звукомонтаж в короткометражном телесериале Диалоги и озвучивание      |                                                                                       | «Избранное»              | Номинация |
| 2008 | Лучший звукомонтаж в полнометражном телесериале Звуковые и шумовые эффекты   |                                                                                       | «В Зазеркалье»           | Номинация |
| 2008 | Лучший звукомонтаж в короткометражном телесериале Звуковые и шумовые эффекты |                                                                                       | «Брошенные»              | Победа    |
| 2009 | Лучший звукомонтаж в короткометражном телесериале Диалоги и озвучивание      |                                                                                       | «Объявлены погибшими»    | Победа    |
| 2009 | Лучший звукомонтаж в короткометражном телесериале Звуковые и шумовые эффекты |                                                                                       | «Облик грядущего»        | Номинация |

## Премия «Спутник»
Премия «Спутник» вручается Международной ассоциацией прессы. Мэттью Фокс выиграл одну премию для сериала в 2004 году.
| Год  | Номинация                                              | Номинант(ы)                      | Результат |
| ---- | ------------------------------------------------------ | -------------------------------- | --------- |
| 2004 | Лучший драматический сериал                            |                                  | Номинация |
| 2004 | Лучшая актриса драматического сериала                  | Эванджелин Лилли                 | Номинация |
| 2004 | Лучший актёр драматического сериала                    | Мэттью Фокс                      | Победа    |
| 2005 | Лучший драматический сериал                            |                                  | Номинация |
| 2005 | Лучшее DVD-издание телешоу                             | Lost — The Complete First Season | Номинация |
| 2006 | Лучший актёр второго плана в драматическом телесериале | Майкл Эмерсон                    | Номинация |
| 2007 | Лучший актёр второго плана в драматическом телесериале | Майкл Эмерсон                    | Номинация |
| 2007 | Лучшее DVD-издание телешоу                             | Lost — The Complete Third Season | Номинация |

## Кинопремия «Сатурн»
Кинопремия «Сатурн» вручается Академией научной фантастики, фэнтези и фильмов ужасов. Сериал «Остаться в живых» номинировался 39 раз и выиграл 10 наград, в том числе трижды в номинации лучший телесериал.

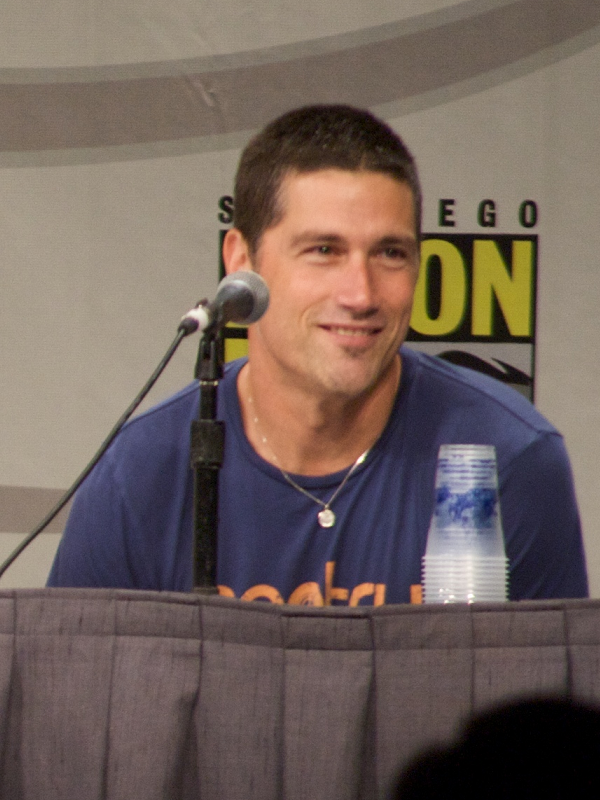
Мэттью Фокс номинировался на кинопремию «Сатурн» пять раз и победил дважды

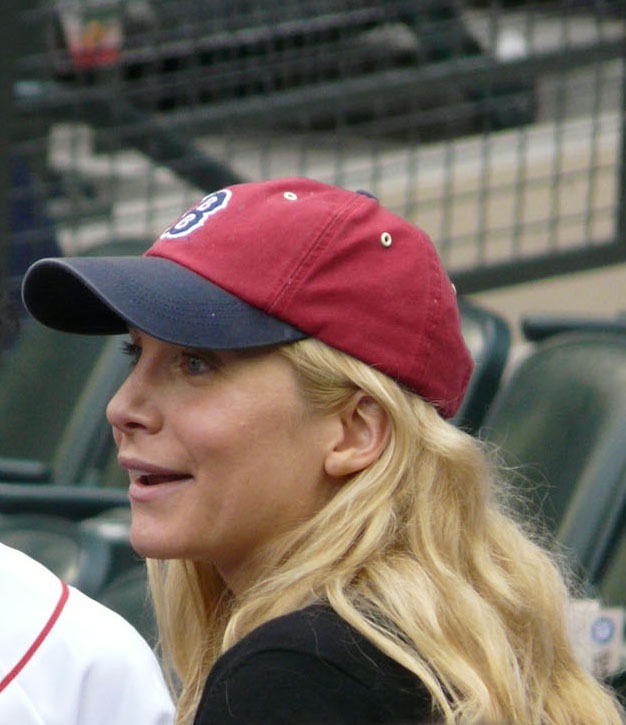
Элизабет Митчелл была номинирована трижды и получила одну кинопремию «Сатурн»

| Год  | Номинация                                        | Номинант(ы)                       | Результат |
| ---- | ------------------------------------------------ | --------------------------------- | --------- |
| 2004 | Лучший телесериал, сделанный для телетрансляции  |                                   | Победа    |
| 2004 | Лучший телеактёр                                 | Мэттью Фокс                       | Номинация |
| 2004 | Лучшая телеактриса                               | Эванджелин Лилли                  | Номинация |
| 2004 | Лучший телеактёр второго плана                   | Доминик Монаган                   | Номинация |
| 2004 | Лучший телеактёр второго плана                   | Терри О’Куинн                     | Победа    |
| 2005 | Лучший телесериал, сделанный для телетрансляции  |                                   | Победа    |
| 2005 | Лучший телеактёр                                 | Мэттью Фокс                       | Победа    |
| 2005 | Лучшая телеактриса                               | Эванджелин Лилли                  | Номинация |
| 2005 | Лучший телеактёр второго плана                   | Адевале Акиннуойе-Агбадже         | Номинация |
| 2005 | Лучший телеактёр второго плана                   | Терри О’Куинн                     | Номинация |
| 2005 | Лучшая телеактриса второго плана                 | Мишель Родригес                   | Номинация |
| 2005 | Лучшее DVD-издание телефильма                    | Lost — The Complete First Season  | Победа    |
| 2006 | Лучший телеактёр                                 | Мэттью Фокс                       | Номинация |
| 2006 | Лучшая телеактриса                               | Эванджелин Лилли                  | Номинация |
| 2006 | Лучший телесериал, сделанный для телетраснсляции |                                   | Номинация |
| 2006 | Лучший телеактёр второго плана                   | Майкл Эмерсон                     | Номинация |
| 2006 | Лучший телеактёр второго плана                   | Джош Холлоуэй                     | Номинация |
| 2006 | Лучшая телеактриса второго плана                 | Элизабет Митчелл                  | Номинация |
| 2006 | Лучшее DVD-издание телефильма                    | Lost — The Complete Second Season | Номинация |
| 2007 | Лучший телеактёр                                 | Мэттью Фокс                       | Победа    |
| 2007 | Лучшая телеактриса                               | Эванжелин Лилли                   | Номинация |
| 2007 | Лучший телесериал, сделанный для телетрансляции  |                                   | Победа    |
| 2007 | Лучший телеактёр второго плана                   | Майкл Эмерсон                     | Победа    |
| 2007 | Лучший телеактёр второго плана                   | Джош Холлоуэй                     | Номинация |
| 2007 | Лучший телеактёр второго плана                   | Терри О’Куинн                     | Номинация |
| 2007 | Лучшая телеактриса второго плана                 | Элизабет Митчелл                  | Победа    |
| 2007 | Лучшее DVD-издание телефильма                    | Lost — The Complete Third Season  | Номинация |
| 2008 | Лучший телесериал, сделанный для телетрансляции  |                                   | Победа    |
| 2008 | Лучший телеактёр                                 | Мэттью Фокс                       | Номинация |
| 2008 | Лучшая телеактриса                               | Эванджелин Лилли                  | Номинация |
| 2008 | Лучший телеактёр второго плана                   | Генри Йен Кьюсик                  | Номинация |
| 2008 | Лучший телеактёр второго плана                   | Майкл Эмерсон                     | Номинация |
| 2008 | Лучший телеактёр второго плана                   | Джош Холлоуэй                     | Номинация |
| 2008 | Лучшая телеактриса второго плана                 | Ким Юнджин                        | Номинация |
| 2008 | Лучшая телеактриса второго плана                 | Элизабет Митчелл                  | Номинация |
| 2008 | Лучшая гостевая роль в телевизионном сериале     | Алан Дэйл                         | Номинация |
| 2008 | Лучшая гостевая роль в телевизионном сериале     | Кевин Дюранд                      | Номинация |
| 2008 | Лучшая гостевая роль в телевизионном сериале     | Соня Уолгер                       | Номинация |
| 2008 | Лучшее DVD-издание телефильма                    | Lost — The Complete Fourth Season | Номинация |

## Награды Ассоциации Телевизионных Критиков
TCA Awards вручаются Ассоциацией телевизионных критиков. Сериал «Остаться в живых» выигрывал трижды: дважды как «Лучшая драма» и как «Лучшая новая программа».
| Год  | Номинация                  | Номинант(ы) | Результат |
| ---- | -------------------------- | ----------- | --------- |
| 2005 | Лучшая новая программа     |             | Победа    |
| 2005 | Лучшая драма               |             | Победа    |
| 2005 | Лучшая программа года      |             | Номинация |
| 2005 | Лучший драматический актёр | Мэттью Фокс | Номинация |
| 2006 | Лучшая драма               |             | Победа    |
| 2006 | Лучшая программа года      |             | Номинация |
| 2007 | Лучшая драма               |             | Номинация |
| 2008 | Лучшая программа года      |             | Номинация |
| 2008 | Лучшая драма               |             | Номинация |
| 2009 | Лучшая программа года      |             | Номинация |
| 2009 | Лучшая драма               |             | Номинация |

## Teen Choice Awards
Teen Choice Awards присуждается по результатам голосования подростков. Сериал «Остаться в живых» номинировался 29 раз, но ни разу не выигрывал.

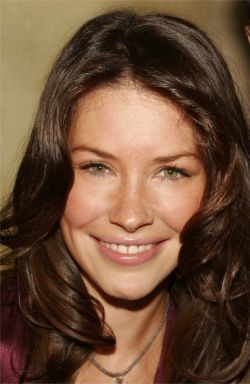
Эванжелин Лилли была номинирована на семь премий Teen Choice Awards.

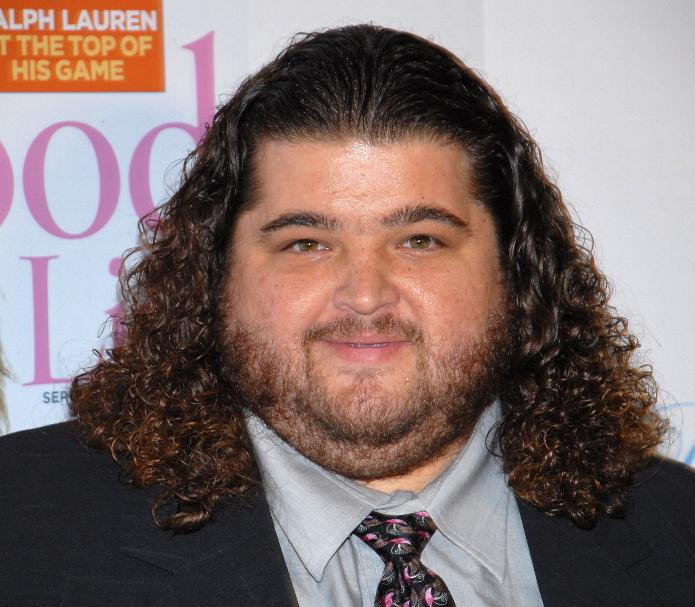
Хорхе Гарсиа был четырежды номинирован на премию Teen Choise Awards.

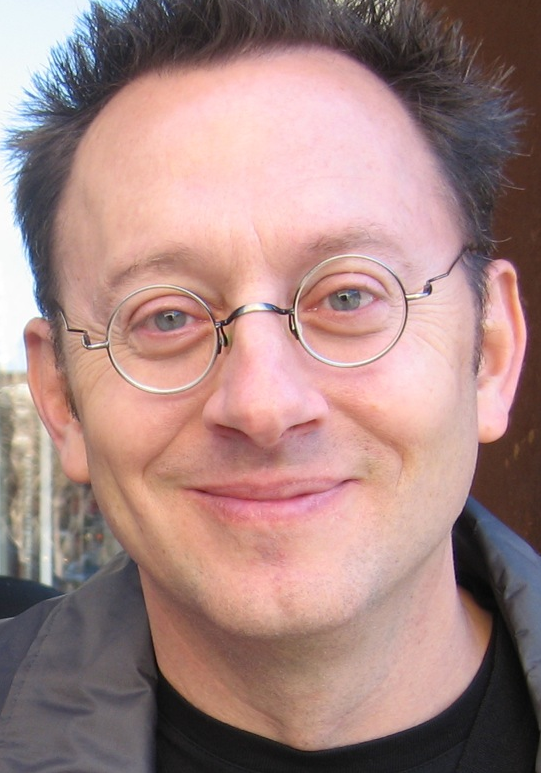
Майкл Эмерсон был номинирован на премию Teen Choise Awards.

| Год  | Номинация                             | Номинант(ы)                                   | Результат |
| ---- | ------------------------------------- | --------------------------------------------- | --------- |
| 2005 | Лучший телеактёр: драма               | Мэттью Фокс                                   | Номинация |
| 2005 | Лучшая телеактриса: драма             | Эванджелин Лилли                              | Номинация |
| 2005 | Прорыв года: актриса                  | Мэгги Грейс                                   | Номинация |
| 2005 | Прорыв года: актриса                  | Эванджелин Лилли                              | Номинация |
| 2005 | Прорыв года: актёр                    | Хорхе Гарсиа                                  | Номинация |
| 2005 | Прорыв года: актёр                    | Джош Холлоуэй                                 | Номинация |
| 2005 | Прорыв года: актёр                    | Иэн Сомерхолдер                               | Номинация |
| 2005 | Прорыв года: телешоу                  |                                               | Номинация |
| 2005 | Лучшие отношения на телевидение       | Эванджелин Лилли и Мэттью Фокс                | Номинация |
| 2005 | Лучшее телешоу: драма                 |                                               | Номинация |
| 2005 | Лучший друг                           | Хорхе Гарсиа                                  | Номинация |
| 2005 | Лучший кастинг                        |                                               | Номинация |
| 2006 | Лучший телеактёр: драма/приключения   | Мэттью Фокс                                   | Номинация |
| 2006 | Лучшая телеактриса: драма/приключения | Эванджелин Лилли                              | Номинация |
| 2006 | Лучшие отношения на телевидение       | Эванджелин Лилли, Мэттью Фокс и Джош Холлоуэй | Номинация |
| 2006 | Лучшее телешоу: драма/приключения     |                                               | Номинация |
| 2006 | Лучший друг                           | Хорхе Гарсиа                                  | Номинация |
| 2007 | Лучший телеактёр: драма               | Мэттью Фокс                                   | Номинация |
| 2007 | Лучшая телеактриса: драма             | Эванджелин Лилли                              | Номинация |
| 2007 | Лучшее телешоу: драма                 |                                               | Номинация |
| 2007 | Лучший друг                           | Хорхе Гарсиа                                  | Номинация |
| 2007 | Злодей года                           | Майкл Эмерсон                                 | Номинация |
| 2008 | Лучшее телешоу: приключения           |                                               | Номинация |
| 2008 | Лучший телеактёр: приключения         | Джош Холлоуэй                                 | Номинация |
| 2008 | Лучший телеактёр: приключения         | Мэттью Фокс                                   | Номинация |
| 2008 | Лучшая телеактриса: приключения       | Эванджелин Лилли                              | Номинация |
| 2009 | Лучшее телешоу: приключения           |                                               | Номинация |
| 2009 | Лучший телеактёр: приключения         | Джош Холлоуэй                                 | Номинация |
| 2009 | Лучший телеактёр: приключения         | Мэттью Фокс                                   | Номинация |

## Премия Гильдии сценаристов США

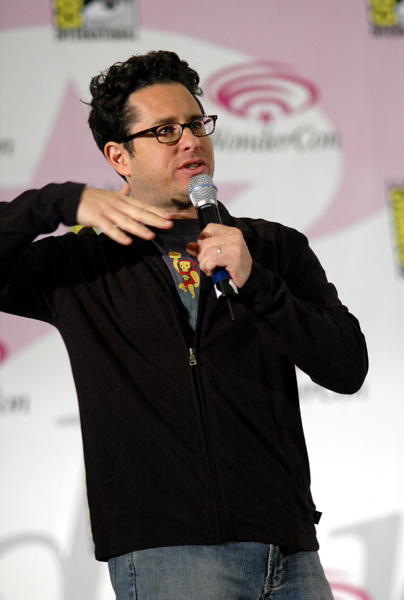
Создатель сериала Дж. Дж. Абрамс получил премию WGA Award

Премия Гильдии сценаристов США вручается ежегодно гильдией писателей США.
| Год  | Номинация                    | Номинант(ы) | Результат   |
| ---- | ---------------------------- | --- | ----------- |
| 2006 | Драматический сериал         | Дж. Дж. Абрамс, Ким Клементс, Карлтон Кьюз, Леонард Дик , Пол Дини, Брент Флетчер, Джек Фьюри, Дрю Годдард, Хавьер Грилло-Мархуач, Адам Хоровиц, Дженнифер Джонсон, Кристина М. Ким, Эдвард Китсис, Джеффри Либер, Дэймон Линделоф, Люнни Литт, Моника Мацер, Стивен Маеда, Элизабет Сарнофф, Джанет Тамаро, Кристиан Тэйлор и Крэйг Райт. | Победа      |
| 2007 | Драматический сериал         | Дж. Дж. Абрамс, Моника Овусу-Брин, Карлтон Кьюз, Леонард Дик, Дрю Годдард, Хавьер Грилло-Мархуач, Адам Хоровиц, Дан Келли , Кристина М. Ким, Эдвард Китсис, Дэймон Линделоф, Стивен Маеда, Джефф Пинкнер, Мэт Раггхинати, Элизабет Сарнофф и Элиссон Шапкер.                                                                               | Номинация   |
| 2007 | Серия драматического сериала | Элизабет Сарнофф и Кристина М. Ким «Дорога для двоих» | Номинация   |
| 2008 | Серия драматического сериала | Деймон Линделоф и Дрю Годдард «Вспышки перед глазами» | Номинация   |
| 2009 | Драматический сериал         | Карлтон Кьюз, Дрю Годдард, Адам Хоровиц, Кристина М. Ким, Эдвард Китсис, Деймон Линделоф, Грегори Натионс, Кэлли Пенигтон, Элизабет Сарнофф и Брайан Келлер Воган. | Номинация   |
| 2010 | Драматический сериал         | Карлтон Кьюз, Адам Хоровиц, Мелинда Сюй Тейлор, Эдвард Китсис, Деймон Линделоф, Грегори Натионс, Кэлли Пенигтон, Элизабет Сарнофф, Брайан К. Воган и Пол Збыжевски. | Номинирован |

## Другие награды
| Год  | Награда                                                          | Номинация                                                          | Номинант(ы) | Результат |
| ---- | ---------------------------------------------------------------- | ------------------------------------------------------------------ | --- | --------- |
| 2004 | Награда гильдии художников                                       | Лучшие съёмки сериала одной камерой                                | Джим Спенсер и Вилльям Ф. Маттьюс «Таинственный остров»                                                                                            | Номинация |
| 2005 | Награда гильдии художников                                       | Лучшие съёмки сериала одной камерой                                | Джим Спенсер и Вилльям Ф. Маттьюс «Ориентация» | Номинация |
| 2007 | Награда гильдии художников                                       | Лучшие съёмки сериала одной камерой                                | Зак Гроблер «В Зазеркалье» | Номинация |
| 2008 | Премия Американского института киноискусства                     | Лучшая телевизионная программа                                     | Сезон 4 | Победа    |
| 2006 | Премия ALMA                                                      | Лучший актёр второго плана в драматическом телесериале             | Хорхе Гарсиа | Победа    |
| 2006 | Премия ALMA                                                      | Лучшая актриса второго плана в драматическом телесериале           | Мишель Родригес | Победа    |
| 2007 | Премия ALMA                                                      | Лучший актёр второго плана в драматическом телесериале             | Хорхе Гарсиа | Номинация |
| 2008 | Премия ALMA                                                      | Лучший актёр второго плана в драматическом телесериале             | Хорхе Гарсиа | Победа    |
| 2005 | Премия Artios                                                    | Лучший кастинг для драматического сериала                          | Эйприл Вебстер | Победа    |
| 2005 | Премия Artios                                                    | Лучший кастинг для эпизода драматического сериала                  | Эйприл Вебстер и Мэнди Шерман | Номинация |
| 2006 | Премия Artios                                                    | Лучший кастинг для эпизода драматического сериала                  | Эйприл Вебстер, Мэнди Шерман и Вероника Коллинс | Номинация |
| 2008 | Премия Artios                                                    | Лучший кастинг для эпизода драматического сериала                  | Эйприл Вебстер и Вероника Коллинс | Номинация |
| 2004 | Награда Американского общества кинематографистов                 | Лучший фильм недели/мини-сериал/пилотный эпизод для телевещания    | Ларри Фонг «Таинственный остров» | Номинация |
| 2005 | Награда Американского общества композиторов, авторов и издателей | Лучший телевизионный сериал                                        | Дж. Дж. Абрамс и Майкл Джаккино | Победа    |
| 2006 | Награда Американское общество композиторов, авторов и издателей  | Лучший телевизионный сериал                                        | Дж. Дж. Абрамс и Майкл Джаккино | Победа    |
| 2005 | Награда BMI                                                      | Награда BMI в области телевидения                                  | Майкл Джаккино | Победа    |
| 2007 | Премия BAFTA                                                     | Лучший международный фильм                                         | Дж. Дж. Абрамс, Деймон Линделоф, Карлтон Кьюз и Джек Бендер                                                                                        | Номинация |
| 2005 | Награда C.A.S.                                                   | Лучший звукомонтаж для телесериала                                 | Фрэнк Морроне, Скот Веббер и Дэвид Яаффе «Таинственный остров»                                                                                     | Номинация |
| 2007 | Награда C.A.S                                                    | Лучший звукомонтаж для телесериала                                 | Фрэнк Морроне, Скот Веббер и Роберт Дж. Андерсон мл. «Я согласна»                                                                                  | Номинация |
| 2009 | Награда C.A.S                                                    | Лучший звукомонтаж для телесериала                                 | Фрэнк Морроне, Скот Веббер и Роберт Дж. Андерсон мл. «Знакомьтесь, Кевин Джонсон»                                                                  | Номинация |
| 2005 | Награда Гильдии режиссёров                                       | Лучшее режиссёрское достижение в вечернем драматическом сериале    | Дж. Дж. Абрамс «Таинственный остров» | Номинация |
| 2008 | Награда Гильдии режиссёров                                       | Лучшее режиссёрское достижение в вечернем драматическом сериале    | Джек Бендер «В Зазеркалье» | Номинация |
| 2008 | Награда Гильдии режиссёров                                       | Лучшее режиссёрское достижение в вечернем драматическом сериале    | Эрик Лановилль «Гауптвахта» | Номинация |
| 2009 | Награда Гильдии режиссёров                                       | Лучшее режиссёрское достижение в вечернем драматическом сериале    | Джек Бендер «Постоянная величина» | Номинация |
| 2006 | Награда Eddie                                                    | Лучший монтаж одночасовой серии для коммерческого телевидения      | Стивен Семел «Жажда мести» | Победа    |
| 2007 | Награда Eddie                                                    | Лучший монтаж минисерии для коммерческого телевидения              | Сью Блайней, Сара Боу и Стивен Семел «Живём вместе, умираем в одиночестве»                                                                         | Номинация |
| 2008 | Награда Eddie                                                    | Лучший монтаж одночасовой серии для коммерческого телевидения      | Хенк Ван Эйгхен, Марк Гольдман, Стивен Семел и Крис Нельсон «В Зазеркалье»                                                                         | Номинация |
| 2009 | Награда Eddie                                                    | Лучший монтаж художественного фильма для коммерческого телевидения | Хенк Ван Эйгхен, Роберт Флорио, Марк Гольдман и Стивен Семел «Долгожданное возвращение»                                                            | Номинация |
| 2004 | Награда Family Television                                        | Лучший новый сериал                                                | | Победа    |
| 2005 | Награда Family Television                                        | Лучшая драма                                                       | | Победа    |
| 2004 | Премия Хьюго                                                     | Лучшая постановка, малая форма                                     | «Таинственный остров» | Номинация |
| 2009 | Премия Хьюго                                                     | Лучшая постановка, малая форма                                     | «Постоянная величина» | Номинация |
| 2007 | Награда Imagen Foundation                                        | Лучшая вечерняя программа                                          | | Номинация |
| 2007 | Награда Imagen Foundation                                        | Лучший актёр второго плана в телесериале                           | Хорхе Гарсиа | Номинация |
| 2009 | Награда Imagen Foundation                                        | Лучшая вечерняя программа                                          | | Номинация |
| 2009 | Награда Imagen Foundation                                        | Лучший актёр второго плана в телесериале                           | Хорхе Гарсиа | Номинация |
| 2005 | Награда IHG                                                      | Лучший телесериал                                                  | | Победа    |
| 2008 | Награда JC Penney Asian Excellence                               | Лучшая актриса телесериала                                         | Ким Юнджин | Номинация |
| 2006 | Награда NAACP Image                                              | Лучший драматический сериал                                        | | Номинация |
| 2007 | Награда NAACP Image                                              | Лучший режиссёр драматического сериала                             | Карен Гавиола «Вся правда» | Победа    |
| 2006 | National Television Awards                                       | Самый популярный актёр                                             | Мэттью Фокс | Номинация |
| 2006 | Национальная телевизионная премия                                | Самая популярная актриса                                           | Эванджелин Лилли | Номинация |
| 2006 | Национальная телевизионная премия                                | Самая популярная драма                                             | | Номинация |
| 2005 | Выбор народа                                                     | Популярный новый драматический телесериал                          | | Номинация |
| 2010 | Выбор народа                                                     | Популярная телевизионная драма                                     | | Номинация |
| 2010 | Выбор народа                                                     | Популярное научно-фантастическое/фэнтезийное шоу                   | | Номинация |
| 2010 | Выбор народа                                                     | Популярный актёр телевизионной драмы                               | Мэттью Фокс | Номинация |
| 2005 | Награда PRISM                                                    | Многоэпизодная сюжетная линия драматического телесериала           | «Таинственный остров», «Восток — дело тонкое» и «Новые загадки»                                                                                    | Победа    |
| 2005 | Награда PRISM                                                    | Исполнение роли в драматическом сериале                            | Доминик Монаган | Номинация |
| 2008 | Награда PRISM                                                    | Эпизод драматического сериала                                      | «В Зазеркалье» | Номинация |
| 2008 | Награда PRISM                                                    | Исполнение роли в драматическом сериале                            | Мэттью Фокс | Номинация |
| 2006 | Награда Американской гильдии продюсеров                          | Лучший продюсер телевизионного сериала                             | Дж. Дж. Абрамс, Деймон Линделоф, Брайан Бёрк, Джек Бендер, Джин Хиггинс и Карлтон Кьюз                                                             | Победа    |
| 2007 | Премия Гильдии продюсеров США                                    | Лучший продюсер телевизионного сериала                             | Дж. Дж. Абрамс, Деймон Линделоф, Карлтон Кьюз, Брайан Бёрк Джек Бендер, Джин Хиггинс, Эдвард Китсис, Адам Хоровиц и Элизабет Сарнофф               | Номинация |
| 2008 | Премия Гильдии продюсеров США                                    | Лучший продюсер телевизионного сериала                             | Дж. Дж. Абрамс, Деймон Линделоф, Карлтон Кьюз, Брайан Бёрк Джек Бендер, Джин Хиггинс, Эдвард Китсис, Адам Хоровиц и Элизабет Сарнофф               | Номинация |
| 2009 | Премия Гильдии продюсеров США                                    | Лучший продюсер телевизионного сериала                             | Джек Бендер, Карлтон Кьюз, Дрю Годдард, Джин Хиггинс, Эдвард Китсис, Адам Хоровиц, Деймон Линделоф, Элизабет Сарнофф, Стивен Уильямс и Рауф Глазго | Номинация |
| 2006 | Награда Американской гильдии актёров                             | Лучший ансамбль актёров драматического сериала                     | См. ниже | Победа    |
| 2008 | Награда Американской гильдии актёров                             | Лучшая группа каскадёров в сериале                                 | | Номинация |
| 2008 | Награда Todoseries                                               | Лучший телесериал                                                  | | Победа    |
| 2005 | Награда VES                                                      | Лучшие вспомогательные спецэффекты в телевизионной программе       | Кевин Бланк, Митч Сускин, Бенйт Гирард и Джером Морин «Таинственный остров»                                                                        | Победа    |
| 2006 | Награда VES                                                      | Лучшие вспомогательные спецэффекты в телевизионной программе       | Кевин Бланк, Митчелл Ферм, Эрик Чаувин и Джон Тэска «Исход»                                                                                        | Победа    |
| 2005 | Премия Молодым Актёрам                                           | Главный молодой актёр в телесериале (комедия или драма)            | Малкольм Дэвид Келли | Номинация |
| 2006 | Премия Молодым Актёрам                                           | Молодой актёр второго плана в драматическом телесериале            | Малкольм Дэвид Келли | Победа    |

↑  Адевале Акиннуойе-Агбадже, Нэвин Эндрюс, Эмили де Рэйвин, Мэттью Фокс, Хорхе Гарсиа, Мэгги Грейс, Джош Холлоуэй, Малкольм Дэвид Келли, Дэниел Дэ Ким, Ким Юнджин, Эванджелин Лилли, Доминик Монаган, Терри О’Куинн, Гарольд Перрино, Мишель Родригес, Иэн Сомерхолдер и Синтия Уотрос.